# دانیلا پاردو
دانیلا پاردو (انگلیسی: Daniela Pardo؛ زادهٔ ۹ مهٔ ۱۹۸۸) بازیکن فوتبال اهل شیلی است.
وی همچنین در تیم‌های ملی فوتبال Chile women's national under-20 football team و زنان شیلی بازی کرده‌است.